# Dendrolycosa robusta
Dendrolycosa robusta là một loài nhện trong họ Pisauridae. Chúng được Tord Tamerlan Teodor Thorell miêu tả năm 1895.